# Photinia
Photinia Lindl. è un genere di circa 30 specie di piccoli alberi e grandi arbusti appartenenti alla famiglia delle Rosacee.

## Etimologia
Il nome del genere deriva dalla parola greca photeinos per brillante e si riferisce alle foglie spesso lucide.
Il nome scientifico Photinia è anche ampiamente usato come nome comune. Un altro nome a volte usato è "bacca di Natale", ma questo nome è fonte di confusione, poiché viene comunemente applicato alle piante di diversi generi tra cui Heteromeles, Lycium, Schinus e Ruscus. Il nome "photinia" continua ad essere utilizzato anche per diverse specie di piccoli alberi nelle montagne del Messico e dell'America centrale che erano state precedentemente incluse nel genere Photinia.

## Descrizione
La maggior parte delle specie sono sempreverdi, ma si verificano anche specie decidue.
Il piccolo frutto a forma di mela ha una dimensione da 4 a 12 mm e forme in grandi quantità. Maturano in autunno e spesso rimangono appesi sul cespuglio fino all'inverno. I frutti sono usati come cibo dagli uccelli, che espellono i semi con i loro escrementi e quindi distribuiscono la pianta.

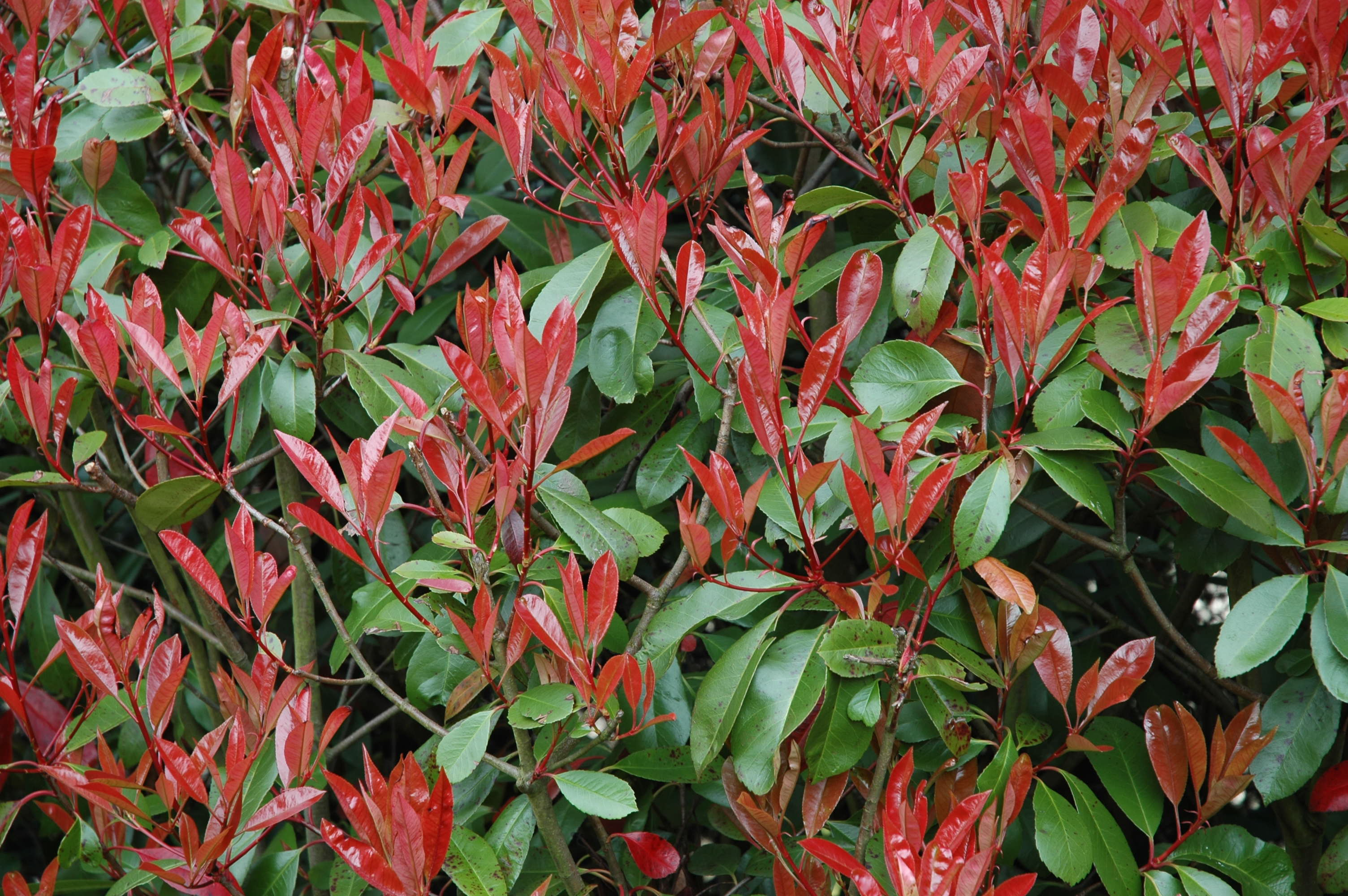
Photinia × fraseri, che mostra il colore rosso della nuova crescita in contrasto con le foglie più vecchie verde lucido

Le fotinie crescono in genere da 4 a 15 m di altezza, con una corona solitamente irregolare di rami angolari; i rami sono spesso (non sempre) spinosi. Le foglie sono alternate, intere o finemente dentate, che variano tra le specie da 3 a 15 cm in lunghezza e 1,5–5 cm in larghezza; la maggior parte delle specie è sempreverde ma molte sono decidue. I fiori sono prodotti all'inizio dell'estate in densi corimbi terminali; ogni fiore ha 5–10 mm di diametro, con cinque petali bianchi arrotondati; hanno un profumo delicato, simile al biancospino. Il frutto è un piccolo pomo, con 4–12 mm di diametro, colore rosso brillante e simile a bacche, prodotto in grandi quantità, maturando in autunno e spesso persistendo bene in inverno.

## Ecologia
Il frutto viene consumato dagli uccelli, tra cui tordi, beccofrusoni e storni; i semi sono dispersi nei loro escrementi.
Le specie di Photinia vengono talvolta utilizzate come piante nutrici dalle larve di alcune specie di lepidotteri tra cui Hemithea aestivaria, Colotois pennaria e Xestia c-nigrum.

## Distribuzione e habitat
L'areale del genere comprende l'Asia temperata calda (dal subcontinente indiano al Giappone e all'arcipelago indo-malese) e il Nord America (California e Messico nord-occidentale)

## Tassonomia
Il genere comprende le seguenti specie:
- Photinia anlungensis T.T.Yu
- Photinia arbutifolia Lindl.
- Photinia berberidifolia Rehder & E.H.Wilson
- Photinia chihsiniana K.C.Kuan
- Photinia chingiana Hand.-Mazz.
- Photinia chingshuiensis (T.Shimizu) T.S.Liu & H.J.Su
- Photinia chiuana Z.H.Chen, Feng Chen & X.F.Jin
- Photinia crassifolia H.Lév.
- Photinia cucphuongensis T.H.Nguyên & Yakovlev
- Photinia davidiana (Decne.) Cardot
- Photinia fokienensis (Finet & Franch.) Franch. ex Cardot
- Photinia × fraseri Dress
- Photinia glabra (Thunb.) Jacob-Makoy
- Photinia griffithii Decne.
- Photinia hirsuta Hand.-Mazz.
- Photinia impressivena Hayata
- Photinia integrifolia Lindl.
- Photinia lanuginosa T.T.Yu
- Photinia lasiogyna (Franch.) C.K.Schneid.
- Photinia lindleyana Wight & Arn.
- Photinia lochengensis T.T.Yu
- Photinia loriformis W.W.Sm.
- Photinia megaphylla T.T.Yu & T.C.Ku
- Photinia prionophylla (Franch.) C.K.Schneid.
- Photinia prunifolia (Hook. & Arn.) Lindl.
- Photinia pustulata Lindl.
- Photinia serratifolia (Desf.) Kalkman
- Photinia sorbifolia W.B.Liao & W.Guo
- Photinia stenophylla Hand.-Mazz.
- Photinia taishunensis G.H.Xia, L.H.Lou & S.H.Jin
- Photinia tushanensis T.T.Yu
- Photinia undulata (Decne.) Cardot
- Photinia wrightiana Maxim.
- Photinia zhejiangensis P.L.Chiu

Il genere Stranvaesia è così simile nella morfologia Photinia che a volte le sue specie sono state incluse al suo interno, ma recenti dati molecolari indicano che i due generi non sono correlati. Il genere Aronia è stato incluso in Photinia in alcune classificazioni ma recenti dati molecolari confermano che questi generi non sono strettamente correlati.  Altri parenti stretti includono firethorns (Pyracantha), cotognastri (Cotoneaster) e biancospini (Crataegus).

## Usi

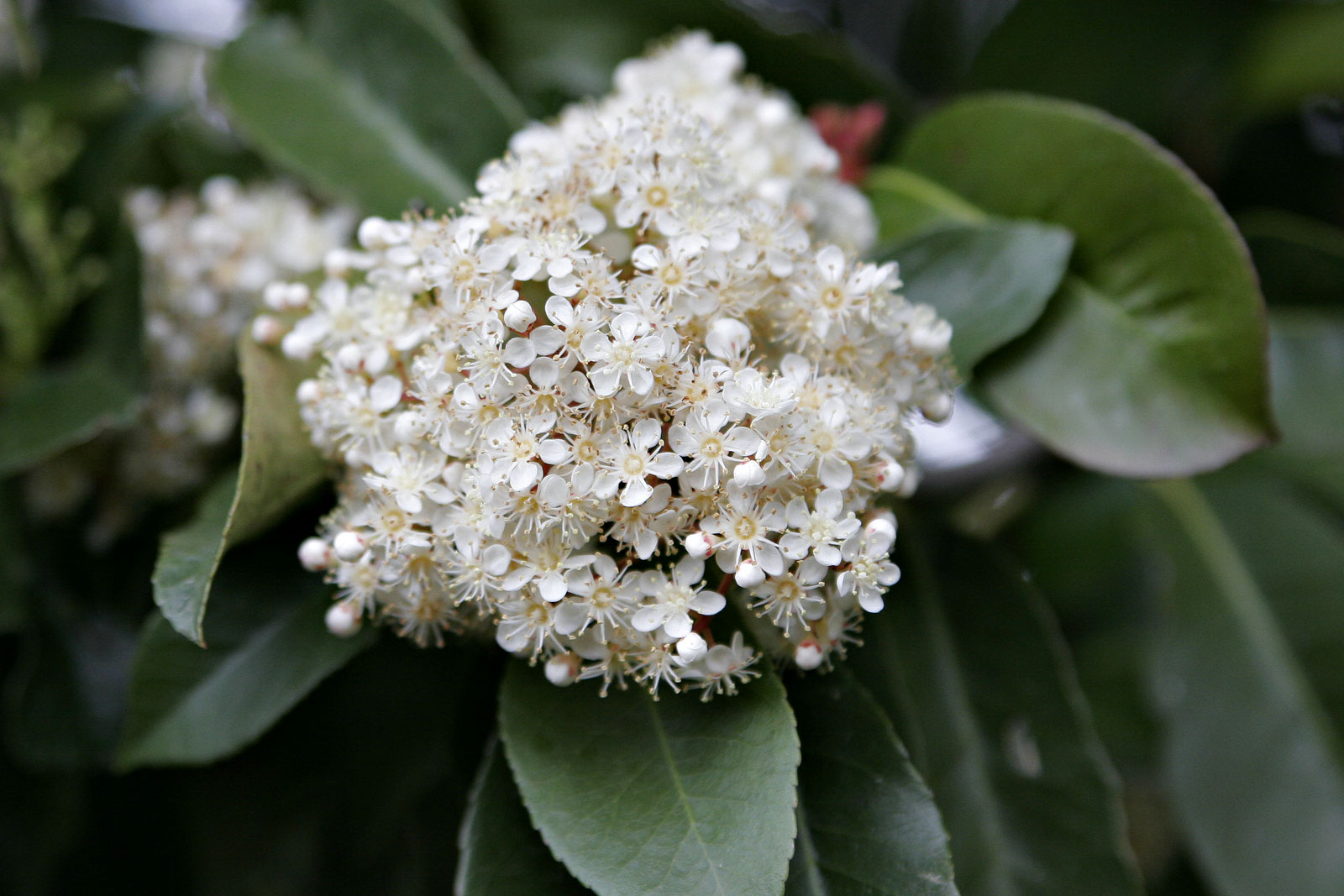
Fiore di una cultivar di arbusto ornamentale

Le fotinie sono arbusti ornamentali molto popolari, coltivati per il loro frutto e fogliame. Sono disponibili numerosi ibridi e cultivar; molte delle cultivar sono selezionate per le loro giovani foglie straordinariamente luminose in primavera e in estate. I più ampiamente piantati sono:
- Photinia × fraseri ( P. glabra × P. serratifolia ) - photinia punta rossa, bacche di Natale[8]

- Photinia × fraseri 'Red Robin' - probabilmente la più piantata di tutte, questa cultivar ha ottenuto il premio al merito da giardino della Royal Horticultural Society
- Photinia × fraseri 'Little Red Robin', una pianta simile a 'Red Robin', ma nana di statura con una massima altezza / diffusione di circa 2-3 piedi
- Photinia × fraseri 'Camilvy'
- Photinia × fraseri 'Curly Fantasy'
- Photinia × fraseri 'Super Hedger' - un ibrido più recente con una forte crescita verticale
- Photinia × fraseri 'Pink Marble' noto anche come 'Cassini', una nuova cultivar con nuova crescita tinta rosa-rosa e un margine variegato bianco-crema sulle foglie
- Photinia × fraseri 'Robusta'

- Photinia 'Redstart' (Stranvaesia davidiana × P. × fraseri)
- Photinia 'Palette' (parentela sconosciuta)
- Photinia davidiana 'Fructu Luteo' (frutto giallo)
- Photinia davidiana 'Prostrata' (una forma a bassa crescita)

## Tossicità
Alcune varietà di Photinia sono tossiche a causa della presenza di glicosidi cianogeni nei vacuoli del fogliame e delle cellule della frutta. Quando le foglie vengono masticate, questi composti vengono rilasciati e vengono rapidamente convertiti in acido cianidrico (HCN) che blocca la respirazione cellulare. La quantità di HCN prodotta varia considerevolmente tra i taxa ed è generalmente maggiore nelle foglie giovani. I ruminanti sono particolarmente colpiti dai glicosidi cianogeni perché il primo stadio del loro sistema digestivo (il rumine) offre condizioni migliori per la liberazione di HCN rispetto allo stomaco dei vertebrati monogastrici.